# Prinzenhaus (Gotha)

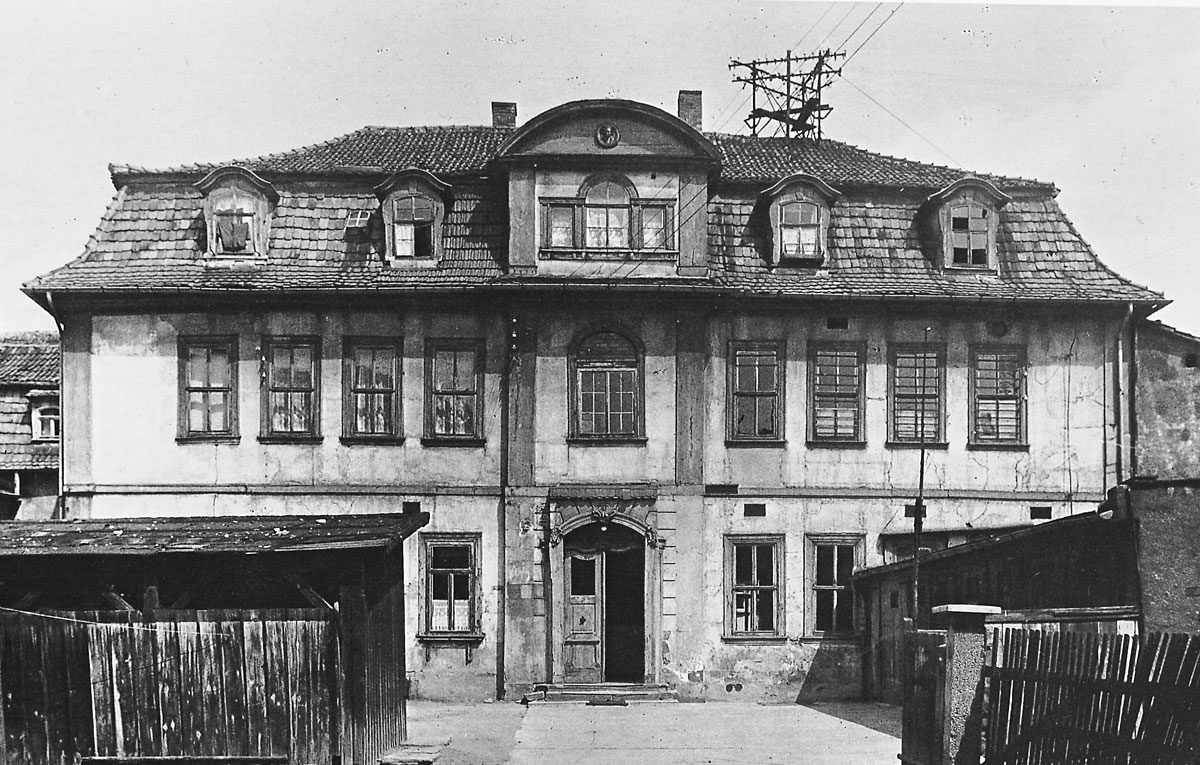
Das Prinzenhaus mit Hof von der Salzengasse aus gesehen

Das Prinzenhaus war ein Rokoko-Stadtpalais und befand sich zwischen der Salzengasse und Hützelsgasse in Gotha. Es wurde zwischen 1773 und 1777 errichtet und 1981 abgebrochen. Sein bekanntester Bewohner war Friedrich Melchior Grimm.

## Geschichte
Nach der Rückkehr von seiner ersten Italienreise 1772 erwarb Prinz August von Sachsen-Gotha-Altenburg einige Grundstücke in der Salzengasse. Auf den angekauften Grundstücken wurde das Prinzenhaus zwischen 1773 und 1777 vom Oberhofmeister von Werther errichtet.
Zwischen 1777 und 1778 begab sich der Prinz auf eine zweite Italienreise und erwarb 1780 den Hof und Garten vom Kammerdiener Schmidt und sieben weitere Gartengrundstücke in der Großen Allee vor dem Siebleber Tor, der heutigen Friedrichstraße. Dort ließ er sich zwischen Juni 1780 und April 1783 das heutige Prinzenpalais errichten und verlor wahrscheinlich danach das Interesse am Prinzenhaus.
1775 zog hier Regina Strinasacchi mit ihrem späteren Mann Johann Konrad Schlick ein. Prinz August hatte für Schlick eine Junggesellenwohnungen im Seitengebäude einrichten lassen.
Ab 1795 (oder 1794) bewohnte der Baron Friedrich Melchior Grimm mit seiner Adoptivfamilie (mit Unterbrechungen) das Prinzenhaus. Vorausgegangen war ein Angebot des Herzogs Ernst II. von Sachsen-Gotha-Altenburg, der Grimm Asyl in der Residenzstadt anbot. Grimm war unter anderem mit Johann Wolfgang von Goethe befreundet, der ihn hier nachweislich mehrere Male besuchte.
Die 1938 gegründete „Evangelisch-Lutherische Kreuzgemeinde“ in Gotha nutzte anfangs das Prinzenhaus für ihre Gottesdienste. Aus Platzmangel fanden diese Gottesdienste jedoch bald in der Schlosskirche auf Schloss Friedenstein statt.
Danach befand sich im Prinzenhaus ein Restaurant, die „Gaststätte Prinzenhaus“. 1981 erfolgte der großräumige Abriss der westlichen Altstadt, bei der auch das Prinzenhaus vernichtet wurde. Heute erinnert an diesem Ort nichts mehr an das Prinzenhaus.

## Gebäude
Das Prinzenhaus war ein zweigeschossiges Gebäude mit einem Mansardendach. Die Fassade zur Hützelsgasse hatte elf Achsen und einen ausgeschmückten Giebel. Zudem befand sich jeweils ein Feston über dem Fenster des Mittelrisalits im ersten Stock und unter dem am Giebel des Mansardengeschosses. Die Fassade zur Salzengasse hatte neun Achsen und lag in einem Hof, umgeben von Seitengebäuden und Stallgebäuden. Dort befand sich der Eingang zum Palais, welcher mit Rokoko-Ornamenten verziert war.